# 聯合國安全理事會第634號決議
聯合國安全理事會第634號決議於1989年6月9日一致通過。安理會審議秘書長的報告後，認為在現有的情況下，聯合國駐賽普勒斯維持和平部隊（聯塞部隊）在塞浦路斯地區的存在將繼續是能夠和平解決的一個至關重要的因素。安理會表示會支持所有各方為恢復兩族會談的十點協議的願景。並要求秘書長在1989年11月30日前再進行報告，監察決議的執行情況。
安理會重申以前的決議，包括第365號決議（1974年），表達對局勢嚴正關切，呼籲有關各方為實現和平而共同努力，再次延長該維和部隊在賽普勒斯的時限，直到1989年12月15日。